# Jean-Michel Bayle
Jean-Michel Bayle (Manosque, 1 de abril de 1969) es un expiloto de motociclismo francés. Fue uno de los pilotos más populares de su era, obteniendo éxitos en motocross y en velocidad.

## Biografía
Bayle ganó el Mundial de Motocross de 125cc de la FIM de 1988, y la de 250cc un año después. Compitió en 1991 en Estados Unidos, convirtiéndose en uno de los pocos europeos en ganar la competición nacional del AMA en 250cc y 500cc. Después de haber ganado todos los principales campeonatos de motocross, Bayle se convirtió en uno de los pocos pilotos que cambiaron las disciplinas de motociclismo, yendo de los eventos de motocross de la pista de tierra a los eventos basados en el asfalto.
Compitió en el Mundial de 250cc para Aprilia durante la temporada de 1994, y en 1996 se trasladó a la categoría de 500cc para el equipo de Kenny Roberts-Yamaha. consiguió puntos en los dos en 1999. 
Logró una pole position en la clase de 250cc y 2 poles en la división de 500cc, pero nunca logró terminar en el podio. En 2002, se asoció con Sébastien Gimbert y Nicolas Dussauge para ganar en carreras de resistencia la Bol d'Or y las 24 Horas de Le Mans. Bayle sufrió lesiones durante la temporada 2002 retirándose al final de la competición.

## Resultados en el Campeonato del Mundo
Sistema de puntuación en 1992:
| Posición | 1.º | 2.º | 3.º | 4.º | 5.º | 6.º | 7.º | 8.º | 9.º | 10.º |
| Puntos   | 20  | 15  | 12  | 10  | 8   | 6   | 4   | 3   | 2   | 1    |

Sistema de puntuación de 1993 hasta 2022:
| Posición | 1.º | 2.º | 3.º | 4.º | 5.º | 6.º | 7.º | 8.º | 9.º | 10.º | 11.º | 12.º | 13.º | 14.º | 15.º |
| Puntos   | 25  | 20  | 16  | 13  | 11  | 10  | 9   | 8   | 7   | 6    | 5    | 4    | 3    | 2    | 1    |

### Carreras por año
(Carreras en negrita indica pole position, carreras en cursiva indica vuelta rápida)
| Año  | Cat.   | Moto    | 1       | 2       | 3       | 4       | 5       | 6       | 7       | 8      | 9       | 10     | 11      | 12      | 13      | 14      | 15     | 16    | Pts. | Pos. |
| ---- | ------ | ------- | ------- | ------- | ------- | ------- | ------- | ------- | ------- | ------ | ------- | ------ | ------- | ------- | ------- | ------- | ------ | ----- | ---- | ---- |
| 1992 | 250cc  | Honda   | JPN -   | AUS -   | MAL -   | SPA -   | ITA -   | EUR -   | GER -   | NED -  | HUN -   | FRA 24 | GBR -   | BRA -   | RSA -   |         |        |       | 0    | -    |
| 1993 | 250cc  | Aprilia | AUS 19  | MAL 16  | JPN 21  | SPA 14  | AUT 17  | GER 14  | NED 16  | EUR 18 | RSM 18  | GBR 8  | CZE Ret | ITA 19  | USA Ret | FIM 12  |        |       | 16   | 22.º |
| 1994 | 250cc  | Aprilia | AUS 10  | MAL 7   | JPN 11  | SPA 8   | AUT 11  | GER 11  | NED 6   | ITA 8  | FRA 5   | GBR 5  | CZE 6   | USA Ret | ARG 7   | EUR 8   |        |       | 105  | 8.º  |
| 1995 | 250cc  | Aprilia | AUS Ret | MAL 6   | JPN Ret | SPA 9   | GER 6   | ITA Ret | NED Ret | FRA 11 | GBR Ret | CZE 11 | BRA Ret | ARG DNS | EUR Ret |         |        |       | 37   | 15.º |
| 1996 | 500cc  | Yamaha  | MAL 6   | INA 8   | JPN 8   | SPA 7   | ITA 5   | FRA Ret | NED 8   | GER 10 | GBR Ret | AUT 9  | CZE 6   | IMO 4   | CAT Ret | BRA 7   | AUS 5  |       | 110  | 9.º  |
| 1997 | 500cc  | Modenas | MAL Ret | JPN 14  | SPA 13  | ITA 8   | AUT 14  | FRA Ret | NED Ret | IMO 8  | GER Ret | BRA 8  | GBR DNS | CZE Ret | CAT Ret | INA Ret | AUS 16 |       | 31   | 18.º |
| 1998 | 500cc  | Yamaha  | JPN -   | MAL -   | SPA -   | ITA -   | FRA -   | MAD -   | NED -   | GBR -  | GER -   | CZE 8  | IMO 5   | CAT Ret | AUS -   | ARG 7   |        |       | 28   | 16.º |
| 1999 | 500cc  | Modenas | MAL 12  | JPN Ret | SPA -   | FRA Ret | ITA Ret | CAT Ret | NED -   | GBR -  | GER -   | CZE -  | IMO -   | VAL -   | AUS -   | RSA -   | BRA -  | ARG - | 4    | 28.º |
| 2002 | MotoGP | Yamaha  | JPN -   | RSA -   | SPA -   | FRA 14  | ITA 13  | CAT -   | NED -   | GBR -  | GER -   | CZE -  | POR -   | BRA -   | PAC -   | MAL -   | AUS -  | VAL - | 5    | 24.º |

| Color     | Resultado                                                               |
| --------- | ----------------------------------------------------------------------- |
| Oro       | Ganador                                                                 |
| Plata     | 2.ª plaza                                                               |
| Bronce    | 3.ª plaza                                                               |
| Verde     | Finalizó en los puntos                                                  |
| Azul      | Finalizó sin puntos                                                     |
| Azul      | NC - No clasificado                                                     |
| Violeta   | Ret - No terminó (Carrera)                                              |
| Rojo      | DNQ - No se clasificó                                                   |
| Negro     | DSQ - Descalificado                                                     |
| Blanco    | DNS - No empezó (carrera)                                               |
| Blanco    | WD - Retirado (fin de semana)                                           |
| Blanco    | C - Carrera cancelada                                                   |
| Sin color | DNP - Inscrito pero no participó                                        |
| Sin color | INJ - Lesionado                                                         |
| Sin color | EX - Excluido                                                           |
| Estado    | Resultado                                                               |
| Negrita   | Pole position                                                           |
| Cursiva   | Vuelta rápida                                                           |
| †         | Abandona, pero clasifica al completar el porcentaje requerido para ello |